# Skateboard aux Jeux olympiques d'été de 2024
 (août 2024).
Pour des articles plus généraux, voir Jeux olympiques d'été de 2024 et Skateboard aux Jeux olympiques.
Navigation
Tokyo 2020 Los Angeles 2028
Le skateboard aux Jeux olympiques d'été de 2024 à Paris a lieu entre le 27 juillet et le 7 août 2024, au sein du parc urbain de la Concorde.

## Participation

### Critères de qualifications
88 places sont allouées pour les quatre épreuves, soit 22 athlètes maximum par événement.

### Lieu de la compétition

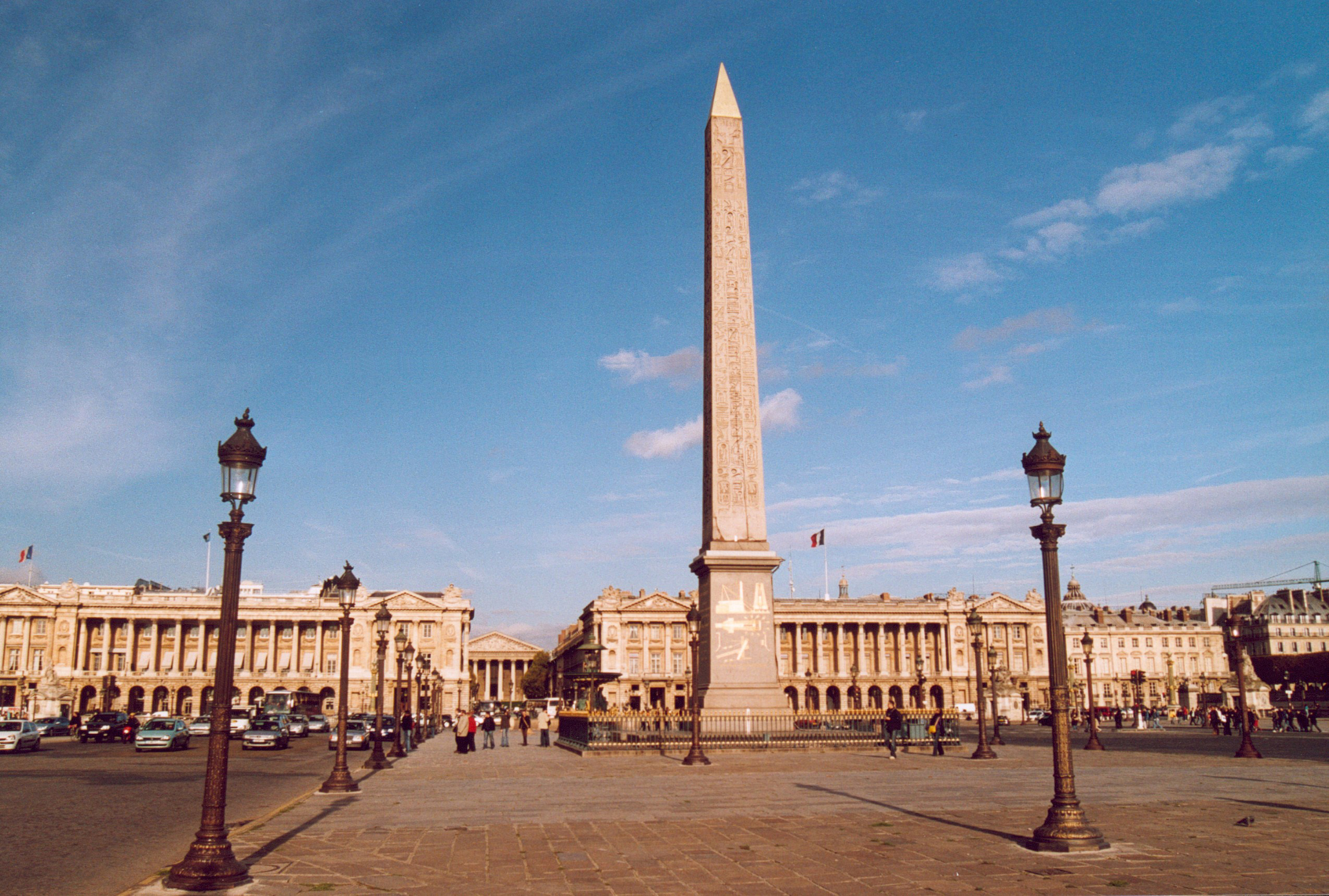
Vue générale de la place de la Concorde.

Le tournoi de skateboard se déroule au sein du parc urbain de la Concorde, sur la place de la Concorde, au cœur de Paris. Le site accueille également les compétitions de BMX freestyle, de basket 3x3 et de breakdance.

### Participants
Il y a 23 nations participantes
- Argentine (2)
- Australie (9)
- Brésil (12)
- Canada (4)
- Chine (4)
- Colombie (1)
- Danemark (1)
- Espagne (6)
- Finlande (1)
- France (7) (hôte)
- Grande-Bretagne (3)
- Allemagne (2)
- Italie (2)
- Japon (10)
- Maroc (1)
- Pays-Bas (1)
- Portugal (2)
- Porto Rico (1)
- Afrique du Sud (3)
- Slovaquie (1)
- Suède (1)
- Thaïlande (1)
- États-Unis (12)

### Calendrier
| - Q : qualifications - F : finales |

| Épreuve ↓ Date → | Épreuve ↓ Date → | Juillet | Juillet | Juillet | Juillet | Août | Août | Août | Août |
| Épreuve ↓ Date → | Épreuve ↓ Date → | Sa 27   | Sa 27   | Di 28   | Di 28   | Ma 6 | Ma 6 | Me 7 | Me 7 |
| ---------------- | ---------------- | ------- | ------- | ------- | ------- | ---- | ---- | ---- | ---- |
| Hommes           | Park             |         |         |         |         |      |      | Q    | F    |
| Hommes           | Street           | Q       | F       |         |         |      |      |      |      |
| Femmes           | Park             |         |         |         |         | Q    | F    |      |      |
| Femmes           | Street           |         |         | Q       | F       |      |      |      |      |

## Médaillés

### Hommes
| Épreuves | Or                  | Argent             | Bronze             |
| -------- | ------------------- | ------------------ | ------------------ |
| Park     | Keegan Palmer (AUS) | Tom Schaar (USA)   | Augusto Akio (BRA) |
| Street   | Yuto Horigome (JPN) | Jagger Eaton (USA) | Nyjah Huston (USA) |

### Femmes
| Épreuves | Or                   | Argent              | Bronze            |
| -------- | -------------------- | ------------------- | ----------------- |
| Park     | Arisa Trew (AUS)     | Kokona Hiraki (JPN) | Sky Brown (GBR)   |
| Street   | Coco Yoshizawa (JPN) | Liz Akama (JPN)     | Rayssa Leal (BRA) |

## Tableau des médailles
- Pays organisateur (France)

| Rang  | Nation          | Or | Argent | Bronze | Total |
| ----- | --------------- | -- | ------ | ------ | ----- |
| 1     | Japon           | 2  | 2      | 0      | 4     |
| 2     | Australie       | 2  | 0      | 0      | 2     |
| 3     | États-Unis      | 0  | 2      | 1      | 3     |
| 4     | Brésil          | 0  | 0      | 2      | 2     |
| 5     | Grande-Bretagne | 0  | 0      | 1      | 1     |
| Total | Total           | 4  | 4      | 4      | 12    |